# زانا نوفاكوفيتش
زانا نوفاكوفيتش ((بالصربية: Жана Новаковић)‏; مواليد 24 يونيو 1985) هي متزلجة من البوسنة والهرسك تنافست في الألعاب الأولمبية الشتوية عام 2010. حملت علم بلادها في الألعاب الأولمبية الشتوية عام 2010 في حفل الافتتاح. كما أنها تنافست في بطولة العالم للتزلج 2011.

## روابط خارجية
- زانا نوفاكوفيتش على موقع الاتحاد الدولي للتزلج (التزلج على المنحدرات الثلجية) (الإنجليزية)
- زانا نوفاكوفيتش على موقع أوليمبيديا (الإنجليزية)